# Slobozia Moară

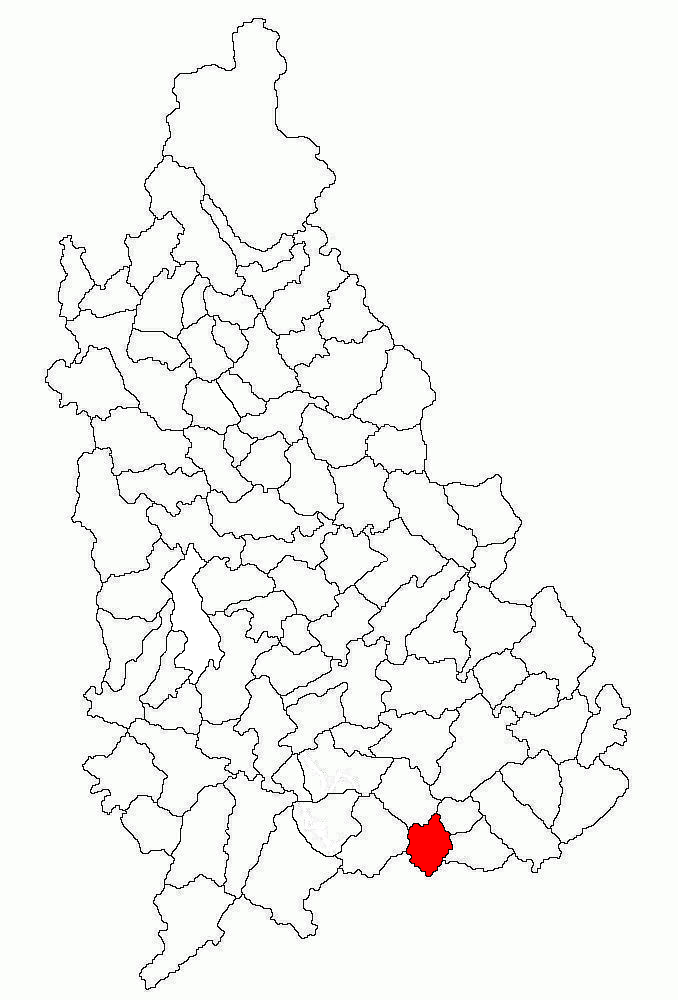

Slobozia Moară est une commune du județ de Dâmbovița en Roumanie.